# Tu canción
Chansons représentant l'Espagne au Concours Eurovision de la chanson
Do It for Your Lover
(2017) La venda
(2019)
Tu canción (« Ta chanson ») est une chanson interprétée en duo par les chanteurs espagnols Amaia Romero et Alfred García, écrite et composée par Raúl Gómez et Sylvia Santoro,. Le duo performant est identifié et crédité en tant que Amaia y Alfred. La chanson est sortie en téléchargement numérique le 28 janvier 2018 par Universal Music Espagne.
C'est la chanson représentant l'Espagne au Concours Eurovision de la chanson 2018. Elle est intégralement interprétée en espagnol, langue nationale de l'Espagne, le choix de la langue étant toutefois libre depuis 1999.
Une version anglophone, intitulée Your Song, a également été enregistrée et a été sortie en téléchargement numérique le 27 avril 2018. Les paroles ont été adaptées en anglais par Paula Rojo (en).

## Concours Eurovision de la chanson
L'Espagne étant membre du Big Five, la chanson est automatiquement qualifiée pour la finale qui s'est tenue le 12 mai 2018 à Lisbonne, Portugal.
Tu canción était la 2e chanson interprétée lors de la finale, après la chanson Under the Ladder de l'Ukraine et avant la chanson Hvala, ne! de la Slovénie. À l'issue de la soirée, la chanson s'est classée 23e sur 26 avec 61 points.

## Liste des pistes
| 1. | Tu canción | 3:00 |

| 1. | Your Song (Version en anglais de Tu canción) | 3:01 |

## Classements et certifications

### Classements hebdomadaires
| Classement (2018)    | Meilleure position |
| -------------------- | ------------------ |
| Espagne (PROMUSICAE) | 3                  |

### Certifications
| Région                                                                                                 | Certification | Ventes/Streams |
| --- | ------------- | -------------- |
| Espagne (Promusicae)                                                                                   | Platine       | 40 000^        |
| *Ventes selon la certification ^Mise en rayon selon la certification xNon précisé par la certification |               |                |

## Historique de sortie
| Région / Pays | Date            | Format                   | Version            | Label                 |
| ------------- | --------------- | ------------------------ | ------------------ | --------------------- |
| Monde entier  | 28 janvier 2018 | Téléchargement numérique | Version originale  | Universal Music Spain |
| Monde entier  | 12 mars 2018    | Téléchargement numérique | Version remaniée   | Universal Music Spain |
| Espagne       | 23 mars 2018    | CD single                | Version remaniée   | Universal Music Spain |
| Monde entier  | 27 avril 2018   | Téléchargement numérique | Version anglophone | Universal Music Spain |